# Dasyhelea perrara
Dasyhelea perrara är en tvåvingeart som beskrevs av Remm 1980. Dasyhelea perrara ingår i släktet Dasyhelea och familjen svidknott.
Artens utbredningsområde är Turkmenistan. Inga underarter finns listade i Catalogue of Life.